# Яскович Сергій Іванович
Сергі́й Іва́нович Яско́вич (біл. Сяргей Іванавіч Ясковіч, нар. 11 січня 1972, Пінськ, Брестська область) — білоруський футболіст, захисник.
Насамперед відомий виступами за клуб «Динамо» (Мінськ), низку російських клубів, а також національну збірну Білорусі.

## Клубна кар'єра
У дорослому футболі дебютував 1991 року виступами за команду клубу «Динамо» (Мінськ), в якій провів один сезон, взявши участь лише у 2 матчах чемпіонату.
Протягом 1992–1994 років захищав кольори команди клубу «Динамо-93» (Мінськ).
Своєю грою за команду дублерів знову привернув увагу представників тренерського штабу головної команди мінського «Динамо», до складу якого повернувся 1994 року. Цього разу відіграв за мінських «динамівців» наступні три сезони своєї ігрової кар'єри. Більшість часу, проведеного у складі мінського «Динамо», був основним гравцем захисту команди.
У 1997 році уклав контракт з клубом «Шахтар» (Донецьк), у складі якого провів наступні два року своєї кар'єри гравця, виступаючи здебільшого за «Шахтар-2».
Згодом з 1999 по 2005 рік грав у складі команд клубів «Анжі», «Олімпік» (Алес), «Москва» та «Том».
Завершив професійну ігрову кар'єру в казахському клубі «Актобе», за команду якого виступав протягом 2006 року.

## Виступи за збірну
У 1994 році дебютував в офіційних матчах у складі національної збірної Білорусі. Протягом кар'єри у національній команді, яка тривала 12 років, провів у формі головної команди країни 31 матч.

## Титули і досягнення
- Чемпіон Білорусі (3):

Динамо (Мінськ): 1994-95, 1995, 1997